# Örö
Örö este o arie protejată (arie specială de conservare — SAC, sit de importanță comunitară — SCI) din Finlanda întinsă pe o suprafață de 376 ha, integral pe uscat.

## Localizare
Centrul sitului Örö este situat la coordonatele 59°48′49″N 22°19′15″E / 59.8136°N 22.3208°E.

## Înființare
Situl Örö a fost declarat sit de importanță comunitară în iunie 2005 pentru a proteja un număr necunoscut de specii din flora spontană și fauna sălbatică aflate în arealul zonei. Situl a fost protejat și ca arie specială de conservare în aprilie 2015.

## Biodiversitate
Situată în ecoregiunea boreală, aria protejată conține 16 habitate naturale: Dune împădurite din regiunile atlantică, continentală și boreală, Pajiști uscate europene, Pajiști fino-scandinave uscate până la mezice, bogate în specii de altitudine mică, Păduri fino-scandinave bogate în ierburi cu Picea abies, Insulițe și insule mici din Baltica boreală, Vegetație anuală la limita mareei, Bancuri de nisip acoperite în permanență slab de apă marină, Lagune de coastă, Vegetație perenă pe țărmurile stâncoase, Faleze cu vegetație de pe coastele atlantice și baltice, Insule esker baltice, cu vegetație a plajelor nisipoase, stâncoase și cu galeți, precum și cu vegetație sublitorală, Pășuni de coastă din Baltica boreală, Litoraluri nisipoase din Baltica boreală cu vegetație perenă, Dune mobile cu vegetație embrionară, Dune mobile de-a lungul țărmului cu Ammophila arenaria („dune albe”), Dune de coastă fixe cu vegetație erbacee („dune gri”).
La baza desemnării sitului se află un număr nedeclarat de specii protejate.
Pe lângă speciile protejate, pe teritoriul sitului au mai fost identificate 8 specii de plante, 56 de specii de nevertebrate.